# Koszarzysko
Koszarzysko – polana w Paśmie Radziejowej w Beskidzie Sądeckim. Znajduje się w dolinie potoku Sopotnickiego, w rozszerzeniu jego dna pomiędzy Górą Wysoką (po wschodniej stronie) i południowo-wschodnim grzbietem Bereśnika (po zachodniej stronie). Polana znajduje się po obydwu stronach koryta potoku Sopotnickiego, administracyjnie w granicach osiedla Sewerynówka należącego do miasta Szczawnicy w województwie małopolskim, w powiecie nowotarskim.
Polana na wschodnim brzegu potoku Sopotnickiego jest częściowo zabudowana, znajdują się tutaj domy jednorodzinne i restauracja, polana na zachodnim brzegu to trawiasty nieużytek z rozdrożem szlaków turystycznych. Przez polanę przebiega droga biegnąca wzdłuż koryta potoku Sopotnickiego przez Sewerynówkę i Młaczki na przełęcz Przysłop. Na potoku Sopotnickim na Koszarzysku znajduje się tama spiętrzająca jego wodę, a powyżej niej uchodzi do Sopotnickiego potok Pod Górami. 400 m od jego ujścia jest leśniczówka Kunie. Na Koszarzysku znajduje się także Dom Pienińskiego Oddziału Związku Podhalan.
Na Koszarzysku znajduje się wodospad Zaskalnik.

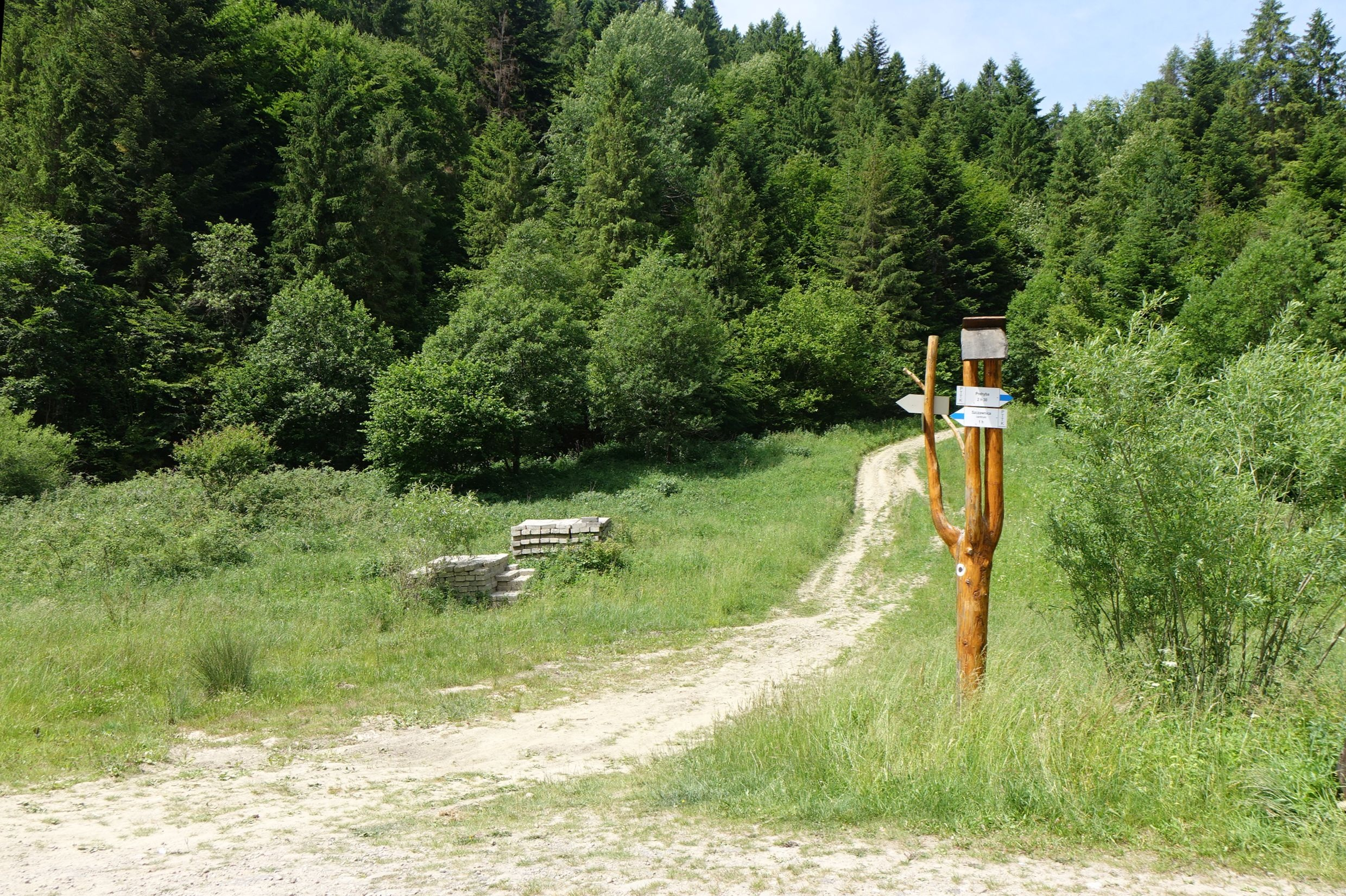
Rozdroże szlaków turystycznych
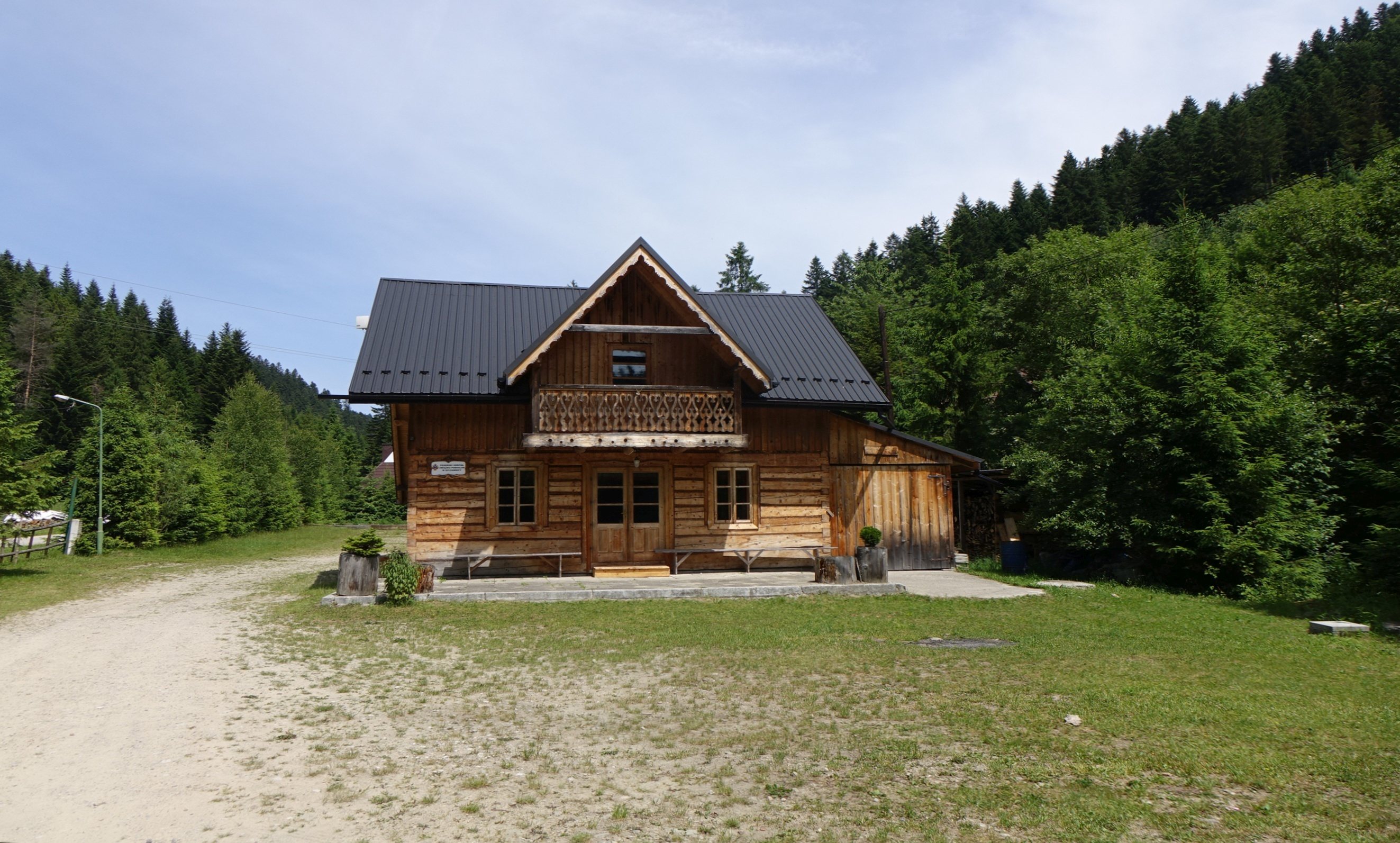
Dom Pienińskiego Oddziału Związku Podhalan
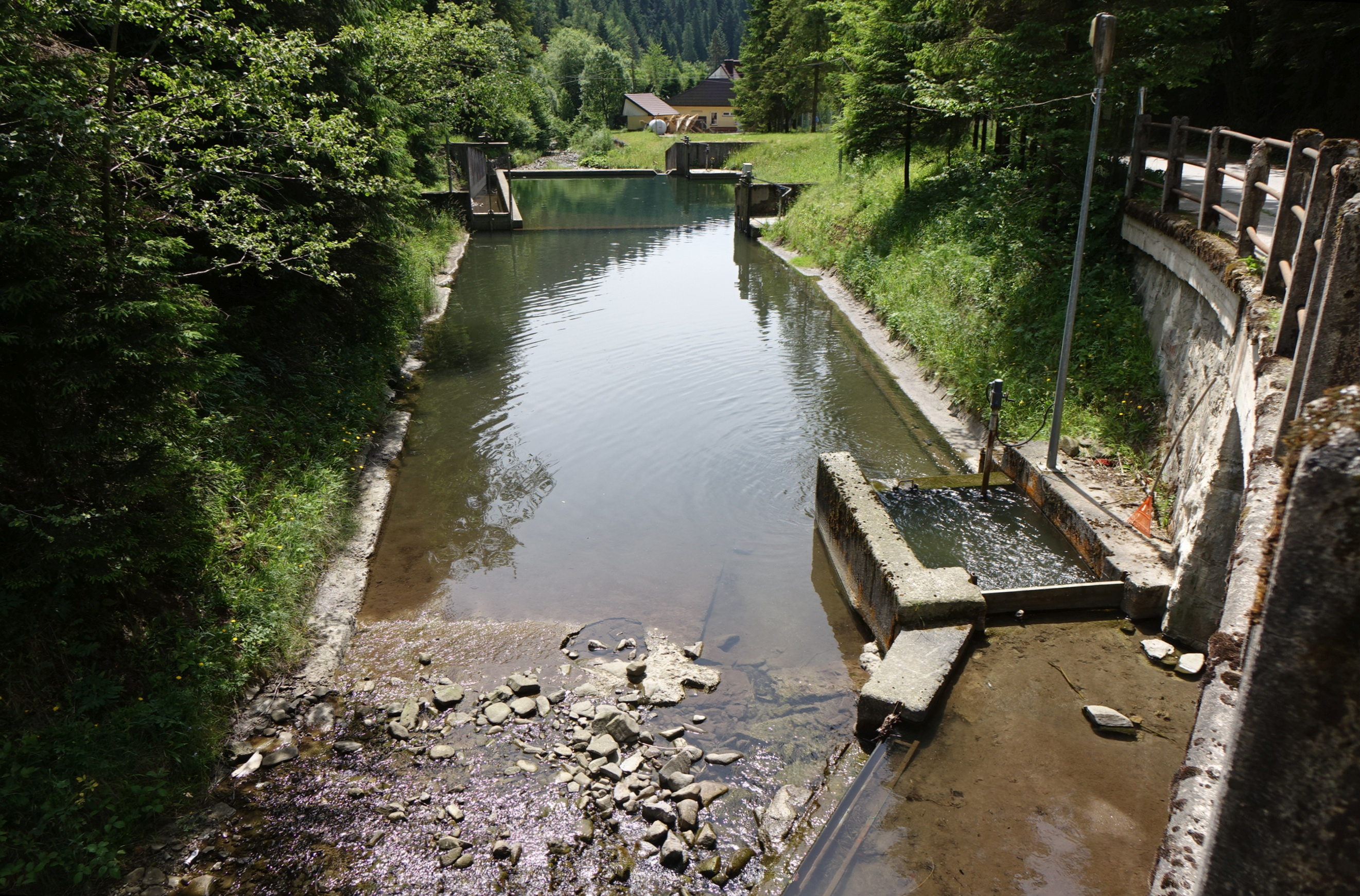
Tama i zbiornik wodny na Sopotnickim

## Szlaki turystyczne
pieszy: Szczawnica – Koszarzysko – Sewerynówka – Prehyba. Czas przejścia 3 h, ↓ 2:25 h
 pieszy: Koszarzysko – Bacówka pod Bereśnikiem
 rowerowy drogą przez Koszarzysko